# Josuè Sallent Ribes
Josuè Sallent Ribes és un físic i polític català. Ha estat director de la Fundació TIC Salut Social (2018-2021). Anteriorment, va ser director d'estratègia i innovació del Centre de Telecomunicacions i Tecnologies de la Informació (CTTI) i membre d'Esquerra Republicana de Catalunya. Abans del CTTI, càrrec que va ocupar el 2016, també va ser director de la Fundació Observatori per a la Societat de la Informació de Catalunya (FOBSIC, 2009-2011), director general de la Societat de la Informació de la Generalitat de Catalunya (2006-2010), i professor de la Universitat Pompeu Fabra (2004-2011). Actualment, és el director del grau en Ciberseguretat de l'Escola de Noves Tecnologies (ENTI), centre adscrit a la Universitat de Barcelona, i de l'European University Gasteiz, universitat privada del País Basc.
El 20 de setembre de 2017 Sallent va ser una de les 14 persones detingudes per la Guàrdia Civil en el marc de l'Operació Anubis per combatre el referèndum convocat per l'1 d'octubre a Catalunya. Va ser posat en llibertat amb càrrecs el dia 22 a la Ciutat de la Justícia, després de comparèixer davant el jutge instructor (Juan Antonio Ramírez Sunyer), on es va acollir al dret a no declarar, com els altres detinguts. Els delictes que el jutge instructor li va imputar eren els de desobediència al Tribunal Constitucional per no aturar el referèndum, prevaricació, sedició i malversació de fons públics.